# Episodi di Siren (prima stagione)
La prima stagione della serie televisiva Siren, composta da 10 episodi, è stata trasmessa negli Stati Uniti su Freeform dal 29 marzo al 24 maggio 2018.
In Italia, la stagione è stata interamente pubblicata su TIMvision il 5 novembre 2018. Viene poi trasmessa su Rai 4 dall'ottobre 2019.
| n° | Titolo originale            | Titolo italiano          | Prima TV USA   | Pubblicazione Italia |
| -- | --------------------------- | ------------------------ | -------------- | -------------------- |
| 1  | Pilot                       | Gli abissi               | 29 marzo 2018  | 5 novembre 2018      |
| 2  | The Lure                    | L'esca                   | 29 marzo 2018  | 5 novembre 2018      |
| 3  | Interview With a Mermaid    | Intervista con la sirena | 5 aprile 2018  | 5 novembre 2018      |
| 4  | On the Road                 | Incontro                 | 12 aprile 2018 | 5 novembre 2018      |
| 5  | Curse of the Starving Class | Ritorno a Bristol Cove   | 19 aprile 2018 | 5 novembre 2018      |
| 6  | Showdown                    | Conflitti                | 26 aprile 2018 | 5 novembre 2018      |
| 7  | Dead in the Water           | Morti in mare            | 3 maggio 2018  | 5 novembre 2018      |
| 8  | Being Human                 | Diventare umani          | 10 maggio 2018 | 5 novembre 2018      |
| 9  | Street Fight                | Resa dei conti           | 17 maggio 2018 | 5 novembre 2018      |
| 10 | Aftermath                   | Conseguenze              | 24 maggio 2018 | 5 novembre 2018      |

## Gli abissi
- Titolo originale: Pilot
- Diretto da: Scott Stewart
- Scritto da: Eric Wald
  - Storia di: Eric Wald e Dean White

### Trama
La città costiera di Bristol Cove, un tempo nota per essere la dimora delle sirene, viene sconvolta dall'arrivo di una misteriosa ragazza.
Ben scopre che questa ragazza è una sirena che si fa chiamare Ryn, scoprendo così che i suoi antenati hanno sterminato molte sirene, i militari nel frattempo hanno sotto custodia un'altra sirena, che era stata catturata precedentemente da un pescatore, ma insieme a lei hanno anche Chris.
Ryn esce dall'acqua per andare alla ricerca dell'altra sirena, ma con il passare del tempo inizia stare male ed è costretta a tornare nei fondali marini.
Ben entra in acqua e viene attaccato da Ryn, riuscendo a fuggire Ben si unisce al pescatore che ha trovato la prima sirena per andare a cercarla e salvarla.
- Ascolti USA: 0.87[4]

## L'esca
- Titolo originale: The Lure
- Diretto da: Nick Copus
- Scritto da: Eric Wald

### Trama
Ben e l'equipaggio della "The North Star" scoprono un dispositivo che emette uno strano suono probabilmente messo dai militari per sorvegliare i pescatori. Nel frattempo, Ryn trova rifugio nella casa dell'esperto del folclore locale.
La polizia trova nel frattempo il corpo di un uomo che è stato ucciso da Ryn.
Ryn tornata sulla terra va da una venditrice di oggetti sulle sirene, e le dice che lei sta cercando l'altra sirena, che si rivela essere la sorella.
Helen la protegge e le dà una mano per trovare la sorella.
Ben chiede chiarimenti sul passato della famiglia, ma non riesce a ottenere nulla.
i militari analizzano sia la sirena e gli effetti che può avere sull'uomo tenendo come ostaggio Chris.
Ben con la fidanzata vanno alla ricerca dalla sorella di Ryn, andando dal pescatore che ha trovato la prima sirena per chiedere come era andata con i militari.
- Ascolti USA: 0.87[4]

## Intervista con la sirena
- Titolo originale: Interview With a Mermaid
- Diretto da: Jay Karas
- Scritto da: Emily Whitesell

### Trama
Dale e l'investigazione della polizia locale cominciano a puntare direttamente su Ryn, nel frattempo Xander e Calvin cercano Chris per scaldarsi quando trovano l'infermiera che lavora nel bunker militare.
- Ascolti USA: 0.62[5]

## Incontro
- Titolo originale: On the Road
- Diretto da: Steven A. Adelson
- Scritto da: Elle Triedman

### Trama
Quando la struttura militare va in allarme, Chris riesce a scappare, ma non è l'unico a uscire.
- Ascolti USA: 0.68[6]

## Ritorno a Bristol Cove
- Titolo originale: Curse of the Starving Class
- Diretto da: John Badham
- Scritto da: Michael Gans e Richard Register

### Trama
Ben inizia a indagare su qualche sospetto sovrasfruttamento, nel frattempo Decker accelera i suoi sforzi per trovare la sua sirena fuggita e mostra la vera portata della sua influenza.
- Ascolti USA: 0.69[7]

## Conflitti
- Titolo originale: Showdown
- Diretto da: Martha Coolidge
- Scritto da: Holly Brix

### Trama
Quando Ben e Maddie partecipano al galà per la raccolta fondi di sua madre, un ospite inaspettato si presenta e si offre di mettere fine alla pesca eccessiva che sta minacciando la vita delle sirene a Bristol Cove.
- Ascolti USA: 0.59[8]

## Morti in mare
- Titolo originale: Dead in the Water
- Diretto da: Nick Copus
- Scritto da: Ian Sobel e Matt Morgan

### Trama
Quando Ryn viene interrogata, Maddie si precipita in suo soccorso. Nel frattempo, Ben e Xander tornano nelle profondità marine alla ricerca di risposte, solo per essere raggiunti da un ospite non invitato.
- Ascolti USA: 0.51[9]

## Diventare umani
- Titolo originale: Being Human
- Diretto da: Amanda Tapping
- Scritto da: Liz Maccie

### Trama
Ryn scopre una nuova emozione mentre tutta la baia di Bristol piange la morte di Sean in seguito all'incidente sull'oceano. Ognuno dei suoi cittadini fa fronte alla morte di Sean in vari modi.
- Ascolti USA: 0.50[10]

## Resa dei conti
- Titolo originale: Street Fight
- Diretto da: Joe Menendez
- Scritto da: Zach Ayers

### Trama
Donna arriva a terra con altri due membri della sua colonia per riportare Ryn a casa. Quando le sirene ancora una volta iniziano a scatenare il caos in tutta la città, Dale cerca di porre fine una volta per tutte.
- Ascolti USA: 0.62[11]

## Conseguenze
- Titolo originale: Aftermath
- Diretto da: Nick Copus
- Scritto da: Eric Wald e Emily Whitesell

### Trama
Seguendo Donna che soccombe alla ferita da arma da fuoco che Xander le ha inflitto, il canto delle sirene che Ben e Decker sentono inizia ad avere conseguenze su di loro fino al punto in cui Aldon viene trovato morto e Ryn salva Ben prima che possa annegare. Nel frattempo, lo sceriffo si occupa del recente aumento del crimine e deve spiegarne la causa al consiglio comunale. Helen Hawkins rivela anche la storia della sua famiglia e la sua vera eredità per Ben, Maddie e Ryn; che lei, come Ben, discende da Charles Pownall ed è sirena per un ottavo.
- Ascolti USA: 0.66[12]